# Day-Nunatak
Der Day-Nunatak ist ein Nunatak auf Snow Hill Island südlich der Nordspitze der Antarktischen Halbinsel. Er durchbricht 2,8 km nördlich des Dingle-Nunatak die Eiskappe der Insel.
Das UK Antarctic Place-Names Committee benannte ihn 1995 nach Crispin Mark Jeremy Day (* 1960), langjähriger Feldforschungsassistent des British Antarctic Survey auf der Rothera-Station (1986–1989, 1991–1992 und 1993–1994) und auf der James-Ross-Insel (1994–1995).